# Hualien-Erdbeben 2024
Am 3. April 2024 um 07:58:09 Uhr Ortszeit (00:58:09 Uhr MEZ) ereignete sich ein Erdbeben nahe der Stadt Hualien an der Ostküste Taiwans.

## Ablauf der Ereignisse
Das Zentrale Wetteramt Taiwans gab die Stärke des Bebens mit 7,2 Magnituden an. Damit war es das stärkste Beben in Taiwan seit dem Jiji-Erdbeben von 1999, dessen Magnitude 7,7 betrug. Das Epizentrum wurde etwa 25 Kilometer südsüdöstlich der Stadt Hualien an der Ostküste Taiwans in etwa 15,5 Kilometern Tiefe lokalisiert. Das Globale Katastrophenwarn- und Koordinierungssystem (GDACS) gab die Magnitude mit 7,4 an und lokalisierte das Epizentrum in 34,8 Kilometern Tiefe. In den folgenden acht Stunden wurden noch etwa 123 kleinere Nachbeben registriert, von denen neun eine Magnitude zwischen 5 und 6, und zwei Magnituden über 6 hatten (um 8:11 und 10:14 Ortszeit). Das Beben war in ganz Taiwan und noch auf dem chinesischen Festland zu spüren. Vor Ort löste es einen kleinen Tsunami mit einer Wellenhöhe von 0,5 bis 1,0 Metern in der Umgebung Hualiens aus. Japan und die Philippinen lösten Tsunami-Warnungen aus, die später wieder zurückgezogen wurden. Im Taiwanischen Zentralgebirge und entlang der Küste kam es zu mehreren Erdrutschen. Die Suhua-Küstenstraße (Provinzstraße 9) im Landkreis Hualien wurde zum Teil beschädigt und 77 Personen wurden in Tunneln der Küstenstraße eingeschlossen. Einige Häuser wurden beschädigt bzw. sackten in sich zusammen. Eisenbahnlinien und Stromleitungen wurden unterbrochen. Bis zum 5. April 2024 wurden zwölf Todesopfer und mehr als 1100 Verletzte gezählt. Unter den Todesopfern befanden sich auch vier Wanderer im Taroko-Nationalpark, die durch herabstürzende Felsbrocken erschlagen wurden.
Das United States Geological Survey (USGS) schätzte vorläufig, dass über 35,2 Millionen Menschen das Beben gespürt haben: 23,9 Millionen in Taiwan, 11,2 Millionen in Festlandchina und rund 50.000 in Japan.

## Beurteilung des Schadens
Von vielen Beobachtern wurde die vergleichsweise geringe Zahl an Todesopfern hervorgehoben. Das Epizentrum lag zwar in einer dünn besiedelten Region, jedoch in unmittelbarer Nähe zu einer Stadt mit 100.000 Einwohnern. Bis zum 5. April 2024 wurden 12 Tote gezählt. Das etwas stärkere Jiji-Erdbeben im Jahr 1999 hatte 2400 Tote und unvergleichlich viel größere Sachschäden gefordert. Auch verglichen zu anderen Erdbeben weltweit in jüngerer Zeit, beispielsweise den etwas stärkeren Erdbeben in der Türkei und Syrien 2023 (mehr als 62.000 Tote) und dem Erdbeben in Sichuan 2008 (69.000 Tote), oder den schwächeren Erdbeben von Christchurch in Neuseeland 2011 (185 Tote) und L’Aquila 2009 (308 Tote) war die Schadensbilanz erstaunlich gering. In der hauptbetroffenen Stadt Hualien gab es nur eine geringe Zahl von ernsthaft beschädigten Häusern. Von den 12 Todesopfern des Bebens war nur ein einziges durch ein zusammengesacktes Gebäude (dem umgekippten zehnstöckigen Hochhaus in Hualien) zu beklagen. Alle anderen Opfer kamen durch Steinschläge oder Erdrutsche in den Bergen ums Leben. Die verhältnismäßig geringe Zahl von Todesopfern und der zwar erhebliche, aber überschaubare Sachschaden wurde vor allem auf die konsequente Umsetzung von Bauvorschriften zum erdbebensicheren Bauen durch die taiwanischen Behörden zurückgeführt. Verstöße gegen diese Bauvorschriften wurden in der Vergangenheit streng geahndet. Die 117 Toten des Erdbebens in Kaohsiung 2016 kamen fast alle beim Einsturz eines Hochhauses ums Leben. Aufgrund Verstößen gegen die Bauvorschriften wurden anschließend mehrere Verantwortliche zu hohen Haftstrafen verurteilt.